# Nicolai Krog

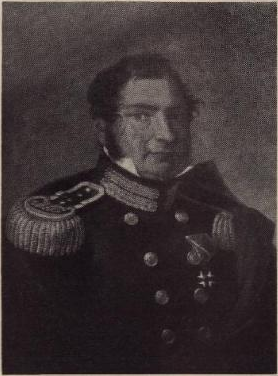
N. J. L. Krog målad av Johannes Flintö.

Nicolai Johan Lohmann Krog, född den 6 juli 1787 i Drangedals socken, Bratsbergs amt, död den 15 oktober 1856 i Kristiania, var en norsk officer och statsråd.
Krog inträdde 1804 i armén, där han efter hand avancerade till överste (1820). År 1808 anställdes han vid norska krigsskolan, sedan 1817 som kadettkårens chef; vid Karl Johans hov innehade han höga befattningar. Åren 1821-55 var han statsråd, från 1839 förstestatsråd.